# Lauterbach (Fahrenzhausen)
Lauterbach ist eine ehemalige Gemeinde im Landkreis Freising. Seit 1972 ist Lauterbach ein Gemeindeteil von Fahrenzhausen. Der Ort zählt 121 Einwohner.

## Geschichte
Der Ort wird zwischen 792 und 794 erstmals erwähnt, als die Priester Cotescalh und Cozpald ihren Besitz zu ''Hluttrinpah'' tauschten. Die Kirche in Lauterbach ist schon seit 1315 eine Filiale der Pfarrei Jarzt. Das Dorf Lauterbach gehörte zum Landgericht Kranzberg des Herzogtums Bayern. Im Zuge der Gemeindebildung nach dem Zweiten Gemeindeedikt bildete Lauterbach eine eigene Landgemeinde. Am 1. April 1972 wurde die Gemeinde aufgelöst und kam zu Teilen (Lauterbach mit Bachenhausen) nach Großnöbach, zu Teilen auch nach Hohenkammer (Dörnbach, Haberhof und Pelka). Am 1. Juli 1972 verlor Großnöbach wiederum den Status als selbständige Gemeinde und wurde mit Jarzt nach Fahrenzhausen eingemeindet.

## Sehenswürdigkeiten
Das Ortsbild Lauterbachs wird geprägt von der katholischen Filialkirche St. Stephan, ein kleiner spätgotischer Saalbau mit polygonalem Chorschluss und angefügter Sakristei und Dachreiter (vor 1470).